# Список військових ядерних аварій
У цій статті перелічено найбільш значущі відомі військові аварії безпосередньо пов'язані ядерним матеріалом. Цивільні аварії перелічені у списку цивільних ядерних аварій.

## Сфера застосування цієї статті
Для включення випадку в перелік військових ядерних аварій застосовуються наступні критерії:
1. Повинні бути добре засвідчені та серйозні пошкодження здоров'я, пошкодження майна чи забруднення.
2. Пошкодження має бути пов'язане безпосередньо з радіоактивними матеріалами.
3. Щоб кваліфікуватися як «військова», ядерна операція чи матеріал має бути головним чином для військових цілей.
4. Щоб кваліфікувати як «аварію», шкода не повинна бути навмисною, на відміну від ядерної війни.

Цей список може бути неповним через військову таємницю в Радянському Союзі.

## 1940-ві
| Дата           | Місцезнаходження                                                    | Тип                                 | Опис |
| -------------- | ------------------------------------------------------------------- | ----------------------------------- | --- |
| 23 червня 1942 | Лейпциг, Німеччина                                                  | Паровий вибух та пожежа в реакторі. | Аварія на реакторі L-IV: Невдовзі після запуску ядерного реактора Leipzig L-IV вченими Вернером Гейзенбергом та Робертом Депелем — продемонструвавши перші в Німеччині ознаки поширення нейтронів, пристрій перевірили на можливий витік важкої води. Під час огляду повітря просочилося всередину запаливши порошок урану. Палаючий уран кип'ятив воду, створюючи достатній тиск пари, щоб зруйнувати реактор. Палаючий порошок урану, розкиданий по лабораторії, спричинив ще більшу пожежу на об'єкті. |
| 21 серпня 1945 | Лос-Аламоська національна лабораторія, Лос-Аламос, Нью-Мексико, США | Критична аварія                     | Гаррі Даглян кинув на сердечник плутонію цеглину з карбіду вольфраму, ненавмисно створивши критичну масу. Він швидко видалив цеглину, але будучи смертельно опроміненим, помер 15 вересня. |
| 21 травня 1946 | Лос-Аламоська національна лабораторія, Лос-Аламос, Нью-Мексико, США | Критична аварія                     | Демонструючи свою техніку іншим вченим у Лос-Аламосі, канадський фізик Луїс Слотін вручну зібрав критичну масу плутонію. Ковзання викрутки спричинило миттєву критичність. Слотін помер 30 травня від масивного радіаційного опромінення з розрахунковою дозою 1000 рад (рад) або 10 грей (Гр). Сім спостерігачів, які отримували дози до 166 радів, вижили, проте троє померли протягом наступних десятиліть від причин, пов'язаних з радіацією. Слотін працював із тим самим ядром бомби, що і Даглян, яке стало відомим як «ядро-демон». Пізніше його розплавили та поєднали з іншим збройовим матеріалом. |

## 1950-ті
| Дата              | Місцезнаходження                                                                                         | Тип                                                 | Опис |
| ----------------- | --- | --------------------------------------------------- | --- |
| 13 лютого 1950    | Британська Колумбія                                                                                      | Втрата ядерної бомби/Неядерний підрив ядерної бомби | Ядерна бомба, що містить тротил і уран, але без плутонію, необхідного для ядерного вибуху, була попередньо скинута в Тихий океан після того, як двигуни бомбардувальника B-36 загорілися під час перевірки його здатності нести ядерний корисний вантаж. Екіпаж повідомив, що скинув бомбу з побоювання щодо кількості тротилу всередині, перед тим, як поодинці вистрибнути з літака. Врешті-решт вибух відбувся в невідомому місці в Канаді. Через чотири роки уламки були знайдені та обшукані, але бомби не знайдено. Вважалося, що зброя була знайдена цивільним водолазом у 2016 році біля острова Пітт, але згодом було встановлено, що це не так. Бомбардувальник Повітряних сил США B-36, AF Ser. № 44-92075, виконував імітаційну бойову місію ВПС з бази Аєлсон, поблизу міста Фербанкс, штат Аляска, до Форт-Верт, штат Техас, несучи одну боєголовку. У бойовій частині містилися звичайні вибухові речовини та природний уран, але не було плутонієвого ядра справжньої бомби. Після шести годин польоту бомбардувальник зазнав механічних проблем і був змушений вимкнути три з шести двигунів на висоті 12000 футів (3700 м). Побоюючись, що сувора погода та ожеледиця поставлять під загрозу безпечну аварійну посадку, зброю було викинуто над Тихим океаном з висоти 2400 м. Відбувся вибух при ударі з яскравим спалахом. Усі шістнадцять членів екіпажу та один пасажир змогли вистрибнути з парашутом з літака, а згодом дванадцятьох було евакуйовано з острова Принсесс-Роял. Аварія була класифікована як «Зламана стріла» (англ. Broken Arrow), тобто аварія з ядерною зброєю, але яка не становить ризику війни. |
| 11 квітня 1950    | Альбукерке, Нью-Мексико, США                                                                             | Втрата та вилучення ядерних матеріалів              | Через три хвилини після вильоту з бази ВПС Кіртленд в Альбукерке бомбардувальник ВВС США B-29 з ядерною зброєю на борту, чотирма запасними детонаторами та екіпажем з тринадцяти осіб врізався в гору поблизу бази Манзано. Аварія призвела до пожежі, про яку The New York Times повідомляє, що її було видно на відстані 15 миль (24 км). Корпус бомби був зруйнований, а вибухівка спалахнула при зіткненні з паливом літака. Однак, за даними міністерства оборони США, чотири запасні детонатори та всі ядерні компоненти були вилучені. Ядерний підрив не був можливим, тому що, ядро не було в боєголовці з міркувань безпеки. Усі тринадцять членів екіпажу загинули. |
| 13 липня 1950     | Лебанон, Огайо, США                                                                                      | Неядерна детонація атомної бомби                    | Літак ВВС США B-50 під час тренувальної місії з бази ВПС Біггс з ядерною зброєю влетів у землю, що призвело до фугасної детонації, але без ядерного вибуху. |
| 5 серпня 1950     | Fairfield-Suisun AFB, Каліфорнія, США                                                                    | Неядерна детонація атомної бомби                    | Бомбардувальник B-29 AF Ser. № 44-87651 з ядерною бомбою Mark 4 на борту, що мав летіти до Гуаму, в результаті несправностей з двома гвинтами розбився при спробі аварійної посадки в Fairfield Suisun-AFB. У результаті вогонь, високий вибуховий матеріал бомби вибухнуло, вбиваючи дев'ятнадцять людей з екіпажу та рятувального персоналу. Бригадний генерал Роберт Ф. Тревіс, командир бомбардувальника, був серед померлих. |
| 10 листопада 1950 | Рів'єр-дю-Лю, Квебек, Канада                                                                             | Неядерна детонація атомної бомби                    | Повертаючи назад декілька американських ядерних бомб Mark 4, таємно розміщених на території Канади. B-50 мав проблеми двигуна і викинули зброю на 10500 футів (3200 м). Екіпаж встановив бомбу на самознищення на висоті 2500 футів (760 м) і впав над річкою Святого Лаврентія. В результаті вибуху було розкидано майже 100 фунтів (45 кг) урану (U-238). Плутонієвого ядра не було в бомбі під час вибуху. |
| 1 березня 1954    | Атол Бікіні, Маршаллові Острови (тоді Підопічна територія ООН Тихоокеанські острови)                     | Аварія під час ядерного випробування                | Під час тесту Касл Браво першої водневої бомби, прорахунок призвів до вибуху, удвічі більшого, ніж було передбачено, з повною вибуховою силою 15 мегатонн в тротиловому еквіваленті (63 джоулі). Поєднання набагато більшої, ніж очікувалось потужності, і непередбаченим напрямком руху вітру, призвело до зараження місцевих мешканців та японських рибалок які були неподалік. |
| 29 листопада 1955 | Айдахо, США                                                                                              | Часткове розплавлення реактора                      | помилка оператора призвела до часткового розплавлення активної зони в експериментальному реакторі-розмножувачі EBR-I, що призвело до тимчасового підвищення рівня радіоактивності в будівлі реактора та потребувало значного ремонту. |
| 10 березня 1956   | Над Середземним морем                                                                                    | Втрачено ядерну зброю                               | B-47 ВВС США, AF Ser. № 52-534 під час безперервної місії з бази ВПС MacDill, Флорида, на закордонну базу спустився в хмару на висоті 14 000 футів над Середземним морем, готуючись до дозаправки в повітрі, і зник, маючи на борту два ядра від ядерної зброї. Літак зник під час польоту крізь густі хмари, а ядра та інші уламки так і не були знайдені. |
| 27 липня 1956     | Лейкенхіт, Саффолк, Велика Британія                                                                      | Пошкоджено ядерну зброю                             | B-47 ВВС США врізався у сховище, спричинивши пожежу над трьома ядерними бомбами Mark 6 у Лейкенхіті. Експерт зі знешкодження бомб заявив, що дивом не спрацювали детонатори. |
| 22 травня 1957    | Kirtland AFB, Нью-Мексико, США                                                                           | Неядерна детонація термоядерної бомби Mark 17       | B-36, який переправляв ядерну зброю з авіабази Biggs на авіабазу Kirtland, скинув ядерну зброю під час польоту. Зброя впала 4,5 милі на південь від диспетчерської вежі Kirtland і за 0,3 милі на захід від резервації бази Sandia. Зброя була повністю знищена в результаті детонації її вибухового матеріалу, утворивши кратер глибиною 12 футів (3,7 м) і діаметром 25 футів (7,62 м). Радіоактивне забруднення на кромці кратера склало 0,5 мілірентген. |
| 28 липня 1957     | Атлантичний океан                                                                                        | Скинуто дві ядерні бомби                            | Літак C-124 ВВС США з бази Dover, штат Делавер, перевозив три ядерні бомби над Атлантичним океаном, коли втратив потужність. Для власної безпеки екіпаж скинув дві ядерні бомби, які так і не були знайдені. |
| 11 вересня 1957   | Rocky Flats Plant, Голден, Колорадо, США                                                                 | Пожежа, викид ядерних матеріалів                    | Пожежа почалася в теоретично вогнетривкій зоні всередині будівлі для переробки плутонію, в боксі з рукавичками, яка використовується для обробки радіоактивних матеріалів, спалахнувши горючі гумові рукавички та оргскло коробки. Вогонь швидко поширився на плутоній, оскільки вийшли з ладу різні засоби безпеки. Вогонь поширився через вентиляційну систему, оскільки герметичність об’єкта була порушена, а шлейфи радіоактивного диму вийшли високо в зовнішнє повітря. Пожежа бушувала всередині будівлі протягом 13 годин у ніч з 11 на 12, перш ніж вогнеборці змогли нарешті її загасити. Після цього посадовці міністерства енергетики та представники Dow Chemical, які керували об’єктом, не повідомили масштабів катастрофи чи радіаційної небезпеки місцевим чиновникам чи ЗМІ. Знання про масштаби пошкодження та зараження роками приховували від громадськості. Після пожежі плутоній був виявлений біля школи за 12 миль (19 км) і навколо Денвера за 17 миль (27 км). Незалежна група вчених, яка проводила виїзні випробування 13 років потому, виявила, що забруднення плутонієм в районах поблизу заповідника Rocky Flats у 400-1500 разів вище, ніж зазвичай, більше, ніж будь-коли, зареєстровані поблизу будь-якого міського району, включаючи Нагасакі. Потім Комісія з атомної енергії провела власне дослідження за межами території, і це дослідження підтвердило забруднення плутонієм на відстані 30 миль (48 км) від станції. |
| 29 вересня 1957   | Киштим, Челябінська область, Росія (тоді Російська Радянська Федеративна Соціалістична Республіка, СРСР) | Вибух, викид ядерних матеріалів                     | Див. Киштимська аварія. Збій системи охолодження на заводі «Маяк» призвів до сильного вибуху та викиду радіоактивних матеріалів. Велика територія піддалася радіоактивному зараженню, тисячі місцевих жителів були евакуйовані. |
| 8–12 жовтня 1957  | Селлафілд, Камбрія, Велика Британія                                                                      | Загоряння активної зони реактора                    | Див. Аварія у Віндскейлі. Техніки помилково перегріли ядерний реактор під час процесу відпалу, щоб вивільнити енергію Вігнера з графітових частин реактора. Погано розміщені датчики температури вказували, що реактор охолоджується, а не нагрівається. Надлишок тепла призвів до виходу з ладу ядерного патрона, що, у свою чергу, дозволило урану та опроміненому графіту вступити в реакцію з повітрям. Вогонь, що виник у результаті, горів кілька днів, пошкодивши значну частину активної зони реактора. Близько 150 паливних елементів, які горіли, не вдалося видалити з активної зони, але операторам вдалося створити протипожежну перешкоду, видаливши сусідні паливні елементи. Спроби охолодити графітове ядро водою та вимкнення системи повітряного охолодження врешті-решт погасили вогонь. Реактор випустив радіоактивні гази в навколишнє середовище, насамперед у формі йоду-131 (131I). Розповсюдження молока було заборонено на території площею 200 квадратних миль (520 км2) навколо реактора на кілька тижнів. У звіті Національного радіологічного захисту від 1987 року передбачалося, що аварія призведе до 100 довготривалих смертей від раку, хоча Комітет Ради медичних досліджень дійшов висновку, що «найвищою мірою малоймовірно, що здоров’ю було завдано будь-якої шкоди». будь-хто, чи то працівник заводу Віндскейл, чи представник громадськості». Реактор, який згорів, був одним із двох реакторів на природному урані з повітряним охолодженням, модифікованим графітом, на місці, що використовується для виробництва плутонію. Дослідження 2007 року прийшло до висновку, що оскільки фактична кількість радіації, що виділяється під час пожежі, може бути вдвічі більшою від попередніх оцінок, і що радіоактивний шлейф насправді попрямував далі на схід, у довгостроковій перспективі в результаті пожежі було від 100 до 240 смертей від раку. |
| 11 жовтня 1957    | Homestead Air Force Base, Флорида, США                                                                   | Ядерна бомба згоріла після аварії літака В-47       | Літак B-47 розбився під час зльоту після вибуху камери колеса; в результаті пожежі згоріла одна ядерна бомба. |
| 31 січня 1958     | Sidi Slimane Air Base, Марокко                                                                           | Під час аварії пошкоджено ядерну бомбу              | Під час імітованого зльоту через збій відкидання колеса хвіст В-47 ВВС США з ядерною зброєю вдарився об злітно-посадкову смугу, що розірвало паливний бак і спричинило пожежу. Одразу після аварії було виявлено незначне забруднення. |
| 5 лютого 1958     | Саванна, Джорджія, США                                                                                   | Втрата ядерної бомби                                | Див. Бомба Тайбі. Бомбардувальник ВВС США B-47 скинув ядерну бомбу Mark 15 над Атлантичним океаном після зіткнення в повітрі з F-86 Sabre під час імітованого бойового завдання з бази ВПС Homestead, Флорида. Пілот F-86 катапультувався і спустився з парашутом у безпечне місце. ВВС США заявили, що B-47 тричі намагався приземлитися на базі ВПС Hunter, штат Джорджія, перш ніж бомба була скинута на висоті 7 200 футів (2 200 м) поблизу острова Тайбі, штат Джорджія. Пілот B-47 успішно приземлився з першої спроби лише після того, як скинув бомбу. Було обшукало 3-кв. милі (7 800 км2) поблизу бухти Wassaw Sound, протягом дев'ять тижнів, перш ніж пошуки були припинені. |
| 28 лютого 1958    | Greenham Common US Base, Ньюбері, Англія                                                                 |                                                     | У B-47E виникли проблеми невдовзі після зльоту, і він викинув два зовнішні паливні баки на 1700 галонів. Вони пропустили визначену безпечну зону удару, і один врізався в ангар, а інший врізався в землю на відстані 65 футів (20 м) позаду припаркованого B-47E. Припаркований літак, який був заправлений паливом, був з пілотом на борту і перевозив ядерну бомбу B28 потужністю 1,1 мегатонну (4,6 ПДж), був охоплений полум’ям. Для гасіння пожежі знадобилося шістнадцять годин і понад мільйон галонів води, частково через магнієві сплави, які використовуються в літаку. Хоча двоє чоловіків загинули і вісім отримали поранення, уряди США та Великобританії тримали цю аварію в таємниці: ще в 1985 році британський уряд стверджував, що один літак, врізався в інший, що був припаркований і що пожежі не було. |
| 11 березня 1958   | Марс Блафф, Південна Кароліна                                                                            | Неядерна детонація атомної бомби                    | Див. Падіння атомної бомби в Марс-Блаффі. Бомбардувальник ВВС США B-47E, номер 53-1876A, летів з бази ВПС Hunter в Савані, штат Джорджія, до Англії у складі чотирьох B-47 для виконання надсекретної місії під назвою Operation Snow Flurry для виконання імітаційного бомбардування. Штурман/бомбардир перевіряв фіксатор на масивній (7600 фунтів (3447 кг)) ядерній бомбі Mark 6, коли він випадково натиснув важіль аварійного розблокування. Бомба впала на дверцята бомбовідсіку, розбивши їх і впавши на висоті 15 000 футів (4 572 м). Вибуховий детонатор спрацював після того, як він вдарився об землю в 6,5 милях на схід від Флоренс, Південна Кароліна, в Марс-Блаффі, утворивши кратер шириною 70 футів (21 м) і глибиною 30 футів (9 м). Було зруйновано сусідній будинок і кілька людей отримали поранення.:136–137 Ядерна детонація не була можлива, оскільки, перебуваючи на борту, ядра не було в боєголовці з міркувань безпеки. |
| 16 червня 1958    | Оук-Ридж, Теннессі, США                                                                                  | Критична випадковість                               | Надкритична частина високозбагаченого нітрату уранілу зібралася в барабані, що викликало миттєву нейтронну критичність у крилі С-1 будівлі 9212 комплексу Y-12. Підраховано, що реакція дала 1.3 × 1018 поділів. Під час аварії в безпосередній близькості від барабану перебували вісім співробітників, які отримували дози нейтронів від 30 до 477 бер. Про смертельні випадки не повідомлялося. |
| 4 листопада 1958  | Дайс, Техас, США                                                                                         | Неядерна детонація атомної бомби                    | Бомбардувальник ВВС США B-47 незабаром після зльоту загорівся і впав з ядерною зброєю на борту з висоти 1500 футів (460 м). Підрив вибухового матеріалу в бомбі утворив кратер глибиною 6 футів (1,8 м) і діаметром 35 футів (10,7 м). Трьом членам екіпажу вдалось вибратись, один загинув. |
| 26 листопада 1958 | Chennault Air Force Base, Луїзіана, США                                                                  | Неядерна детонація атомної бомби                    | Бомбардувальник B-47 ВВС США з ядерною зброєю на борту загорівся, перебуваючи на землі. Уламки літака та місце аварії були забруднені після обмеженого вибуху неядерного матеріалу. |
| 30 грудня 1958    | Лос-Аламос, Нью-Мексико, США                                                                             | Критична випадковість                               | Під час хімічного очищення критична маса розчину плутонію була випадково зібрана в Лос-Аламосській національній лабораторії. Хімічний оператор на ім’я Сесіл Е. Келлі помер від гострої променевої хвороби. У березні 1961 року Журнал медицини праці та навколишнього середовища надрукував спеціальний додаток з медичним аналізом цієї аварії. Після цієї аварії на федеральних об’єктах США було заборонено маніпулювання руками критичних збірок. |
| 18 січня 1959     | Осан, Південна Корея                                                                                     | Ядерна зброя в вогні                                | Припаркований F-100C Super Sabre ВВС США, з ядерною зброєю, загорівся після того, як його зовнішні паливні баки були скинуті та вибухнули під час тренувань. Пожежу ліквідували за сім хвилин, ядерного вибуху не було. |
| 6 липня 1959      | Барксдейл, Луїзіана, США                                                                                 | Обмежене забруднення                                | C-124 ВВС США, що перевозив дві ядерні зброї без ядер, що розщеплюються, розбився та згорів під час зльоту. Вибухові детонатори не спрацювали. Область уламків зазнала обмеженого забруднення. |
| 25 вересня 1959   | Біля острова Відбі, Вашингтон, США                                                                       | Втрачено ядерну зброю                               | Протичовновий літак P5M ВМС США з беззбройною ядерною глибинною бомбою на борту здійснив аварійну посадку в протоці П'юджет-Саунд поблизу острова Відбі, штат Вашингтон. Ядерну зброю не вдалося відновити. |
| 15 жовтня 1959    | Гардінсбург, Кентуккі, США                                                                               | Ядерну зброю частково пошкоджено                    | Після того, як обидва літаки вилетіли з бази ВПС Columbus в Міссісіпі, B-52F-100-BO (№ 57-036) ВВС США зіткнувся на висоті 32 000 футів (9 754 м) з літаком-заправником KC-135 ( № 57-1513), під час процедури заправки поблизу Хардінсбурга, штат Кентуккі. Обидва літаки розбилися, загинули вісім членів екіпажу. Одна неозброєна ядерна боєголовка була частково пошкоджена, але забруднення не було. |
| 20 листопада 1959 | Оук-Ридж, Теннессі, США                                                                                  | Вибух                                               | Хімічний вибух стався під час дезактивації технологічного обладнання на радіохімічному переробному заводі в Ок-Ріджській національній лабораторії в Теннессі. (Звіт ORNL-2989, Національної лабораторії Ок-Рідж). В результаті аварії вивільнилося близько 15 грамів 239Pu. |

## 1960-ті
| Дата            | Місцезнаходження                                   | Тип                                                                                | Опис |
| --------------- | -------------------------------------------------- | ---------------------------------------------------------------------------------- | --- |
| 7 червня 1960   | Нью-Іджип, Нью-Джерсі, США                         | Вогнем пошкоджено ядерну боєголовку                                                | Бак з гелієм вибухнув і розірвав паливні баки ракети класу «земля-повітря» BOMARC-A на базі Авіаційна база Макгвайр, Нью-Джерсі. Вогонь знищив ракету та забруднив територію прилеглу до ракети. |
| 13 жовтня 1960  | Баренцове море, Північний Льодовитий океан         | Вивільнення ядерних матеріалів                                                     | Під час навчання атомного підводного човна Північного флоту СРСР К-8 у парогенераторах і в трубі, що веде до прийому компенсатора, виник витік. Поки екіпаж монтував імпровізовану систему охолодження, радіоактивні гази просочилися в судно, і троє членів екіпажу отримали видимі радіаційні ушкодження, за даними радіологів у Москві. Деякі члени екіпажу зазнавали впливу доз до 1,8–2 Зв (180–200 рем). |
| 3 січня 1961    | Національна лабораторія штату Айдахо, США          | Випадкова критичність, паровий вибух, 3 смертельні випадки, викид продуктів поділу | Під час зупинки на технічне обслуговування експериментальний ядерний реактор SL-1 зазнав швидку критичну реакцію, що спричинило вибухонебезпечне випаровування матеріалів активної зони. Гідравлічний удар оцінкою в 10 000 фунтів на квадратний дюйм (69 000 кПа) вдарив у верхню частину корпусу реактора, піднявши весь корпус реактора вгору на 9 футів (2,7 м) у повітря. Один оператор, який стояв на вершині корпусу, був убитий, коли захисна пробка вдарила його об стелю. Двоє інших військовослужбовців також загинули від вибухових травм, один з яких занадто далеко відсунув центральний стрижень керування. Реактор довелося демонтувати, а радіоактивні матеріали захоронили поруч. Основна частина викиду радіоактивних матеріалів була зосереджена в будівлі реактора. Див. SL-1 |
| 24 січня 1961   |                                                    | Фізичне знищення ядерної бомби, втрата ядерних матеріалів                          | Бомбардувальник ВВС США B-52 загорівся та вибухнув у повітрі через великий витік у паливному елементі крила в 12 милях (19 км) на північ від бази ВПС Сеймур Джонсон, Північна Кароліна. П’ятеро членів екіпажу спустилися з парашутами в безпечне місце, але троє загинули — двоє в літаку та один при приземленні. Внаслідок інциденту випустили дві водневі бомби Mark 39. Три з чотирьох пристроїв для активації на одній із бомб спрацювали, змусивши її виконати багато кроків, необхідних для озброєння, таких як зарядка конденсаторів і, що важливо, розгортання сповільнюваного парашута. Парашут дозволив бомбі вдаритися об землю з невеликими пошкодженнями. Четвертий пристрій для активації — безпечний перемикач пілота — не був увімкнений, запобігши детонації. Друга бомба впала в каламутне поле зі швидкістю близько 300 м/с і розпалася. ЇЇ хвіст був виявлений приблизно на 6 метрів нижче, і велика частина бомби була вилучена, включаючи тритієву пляшку та плутоній. Проте розкопки були припинені через неконтрольоване затоплення ґрунтових вод. Більшу частину термоядерної стадії, що містить уран, залишили на місці. За оцінками, він знаходиться на глибині близько 17 метрів під землею. Військово-повітряні сили придбали землю та обгородили її, щоб запобігти порушенням, вона регулярно перевіряється на забруднення, хоча поки що нічого не знайдено. |
| 14 березня 1961 |                                                    |                                                                                    | Бомбардувальник ВВС США B-52 вилетів з бази ВПС Mather Air Force Base, штат Каліфорнія, і зазнав декомпресії, яка вимагала, щоб він пролетів нижче 10 000 футів. Збільшена витрата палива в результаті призвела до вичерпання палива; літак розбився поблизу міста Юба-Сіті, штат Каліфорнія, з двома ядерними бомбами, які не викликали ядерного вибуху. |
| 4 липня 1961    | Узбережжя Норвегії                                 | Розплавлення стрижнів реактора                                                     | У радянського підводного човна К-19 вийшла з ладу система охолодження. Температура в активній зоні реактора досягла 800°C (1500°F), майже достатньо, щоб розплавити паливні стрижні, хоча екіпажу вдалося відновити контроль температури за допомогою екстрених процедур. Внаслідок інциденту були забруднені частини корабля, деякі бортові балістичні ракети та екіпаж, що призвело до кількох смертельних випадків. За мотивами події знято фільм К-19: The Widowmaker з Гаррісоном Фордом і Ліамом Нісоном у головних ролях. |
| 1 травня 1962   | Пустеля Сахара, Французький Алжир (зараз Алжир)    | Викид радіоактивних матеріалів в атмосферу                                         | Друге французьке підземне ядерне випробування під кодовою назвою Béryl відбулося в шахті під горою Таурріт, поблизу Ін-Екер, за 150 км на північ від Таманрассета, Алжирська Сахара. Через неправильну герметизацію шахти крізь бетонну кришку прорвалося ефектне полум'я, радіоактивні гази та пил потрапили в атмосферу. Шлейф піднявся на висоту 2600 м, а радіацію виявили за сотні кілометрів. Близько сотні солдатів і чиновників, у тому числі двоє міністрів, були опромінені. Кількість заражених алжирців невідома. |
| 22 травня 1962  | Чико, Каліфорнія, США                              | Вибух ракети Титан-1                                                               | Титан-1 вибухнув у своїй шахті в Чико, Каліфорнія. Під час перевірки підрядника на пусковій установці 1 на комплексі 4C в Чико стався витік і подальший вибух, який знищив Титан-1 та спричинив серйозні пошкодження шахти. Повітряні сили дійшли висновку, що два окремих вибухи сталися через заблокований вентиляційний отвір та заблокований клапан. Усі підрядники та екіпаж шахти залишилися неушкодженими. |
| 10 квітня 1963  |                                                    | Втрата ядерного реактора                                                           | Підводний човен USS Thresher затонув приблизно в 190 морських милях (350 км) на схід від острова Кейп-Код, штат Массачусетс, через неправильні зварні шви, через які надходила морська вода, що призвело до зупинки реактора. Погана конструкція його системи аварійного удару не дозволила кораблю спливти, і виведений з ладу корабель зрештою опустився на глибину та вибухнув, убивши всіх 129 осіб на борту. |
| 13 січня 1964   | Солсбері, Пенсільванія та Фростбург, Меріленд, США | Випадкова втрата та повернення термоядерних бомб                                   | Див. Катастрофа B-52 над Дикою Горою. Бомбардувальник ВВС США B-52, який перебував в повітрі, зіткнулися з сильним зимовим штормом та надзвичайною турбулентністю, в кінцевому підсумку розпався у повітрі над Південно-Центральною Пенсільванією. Вижили лише двоє пілотів. Один член екіпажу не зміг врятуватися, а решта померли від травм або впливу суворої зимової погоди. Здійснено пошук зниклої зброї, було вилучено частини уламків на фермі на північний захід від Фростбурга, штат Меріленд. |
| 5 грудня 1964   | Ellsworth AFB, Південна Дакота, США                | Розділення боєголовки ракети Мінітмен                                              | Бойова частина відокремилася в пусковій трубі через електричне коротке замикання і впала на дно труби. На стартовій базі Ліма-02 поблизу Вейла, Південна Дакота. Ракетний майданчик був частиною колишнього 44-го ракетного крила на авіабазі Елсворт, Південна Дакота. |
| 8 грудня 1964   | Bunker Hill Air Force Base, Індіана, США           | Пожежа, радіоактивне зараження                                                     | Літак B-58 з ядерною зброєю загорівся невдовзі після приземлення. Ядерна зброя згоріла, що спричинило забруднення зони падіння. |
| січень 1965     | Лівермор , Каліфорнія, США                         | Вивільнення ядерних матеріалів                                                     | Аварія в Ліверморській національній лабораторії випустила 300 кКі (11 ПБк) газоподібного тритію. Подальше дослідження показало, що цей випуск навряд чи спричинить несприятливі наслідки для здоров’я в навколишніх громадах. |
| 11 жовтня 1965  | Rocky Flats Plant, Голден, Колорадо, США           | Пожежа, опромінення працівників                                                    | Пожежа в Rocky Flats, працівники були опромінені дозами радіації у 25-17 разів вище норми. |
| 5 грудня 1965   | Філіппінське море                                  | Втрата ядерної бомби                                                               | Літак A-4E Skyhawk ВМС США з однією ядерною бомбою B43 на борту впав з авіаносця Ticonderoga на висоту 16 200 футів (4 900 м) під час руху корабля з В’єтнаму до Йокосуки, Японія. Літак, пілота і зброю так і не знайшли. Існують суперечки щодо того, де саме стався інцидент — міністерство оборони США спочатку заявило, що він стався за 500 миль (800 км) від узбережжя Японії, але документи ВМС пізніше показують, що це сталося приблизно за 80 миль (130 км) від островів Рюкю. і за 200 миль (320 км) від Окінави. |
| 17 січня 1966   | Паломарес, Іспанія                                 | Випадкове знищення, втрата та вилучення ядерних бомб                               | Див. Авіакатастрофа над Паломаресом. |
| 21 січня 1968   | Авіабаза Туле, Гренландія                          | Втрата та часткове вилучення ядерних бомб                                          | Див. Авіакатастрофа над базою Туле. |
| 22 травня 1968  | 740 км на південний захід від Азорських островів   | Втрата ядерного реактора та двох ядерних боєголовок W34                            | |
| 24 травня 1968  | Баренцове море, Північний Льодовитий океан         | Втрата системи охолодження, радіоактивне забруднення, пошкодження ядерного палива  | |
| 27 серпня 1968  | Сєверодвінськ, Росія (тоді СРСР)                   | Збій потужності реактора, забруднення                                              | |
| 11 травня 1969  | Rocky Flats Plant, Голден, Колорадо, США           | Займання плутонію, забруднення                                                     | |

## 1970-ті
| Дата           | Місцезнаходження                        | Тип                                    | Опис |
| -------------- | --------------------------------------- | -------------------------------------- | --- |
| 12 квітня 1970 | Біскайська затока                       | Втрата атомного підводного човна       | Радянський штурмовий підводний човен затонув під час порятунку з 52 моряками на борту після пожежі в двох відсіках одночасно. Обидва реактори були зупинені. Екіпаж намагався підчепити буксирний трос до торгового судна Східного блоку, але в кінцевому підсумку зазнав невдачі. |
| 18 грудня 1970 | Невадський випробувальний полігон       | Випадкове вентилювання ядерного вибуху | |
| 12 грудня 1971 | Нью-Лондон, Коннектикут, США            | Розлив опроміненої води                | Під час перекидання радіоактивного теплоносія з підводного човна USS Dace до підводного тендера USS Fulton 1900 л. вилилися в річку Темзу (США). |
| грудень 1972   | Полінг, Нью-Йорк, США                   | Забруднення                            | Велика пожежа та два вибухи забруднили територію заводу з виробництва плутонію, що призвело до його зупинки та закриття. |
| 1975           | Місцезнаходження невідоме               | Забруднення                            | |
| жовтень 1975   | Гавань Апра, Гуам                       | Розлив опроміненої води                | Будучи виведеним з ладу, підводний човен USS Proteus скидав радіоактивну охолоджуючу воду. Лічильник Гейгера на двох громадських пляжах гавані показав 100 міліремів/годину, що в 50 разів перевищує допустиму дозу. |
| серпень 1976   | Бентон, Вашингтон, США                  | Вибух, зараження працівника            | |
| 1977           | Узбережжя Камчатського півострова       | Втрата та вилучення ядерної боєголовки | Радянський підводний човен К-171 випадково випустив ядерну боєголовку. Бойову частину вдалось знайти, до пошуків забуло залучено десятків кораблів і літаків. |
| 24 січня 1978  | Північно-західні території, Канада      | Розлив ядерного палива                 | «Космос-954», радянський радіолокаційний супутник з бортовим ядерним реактором, не зміг відокремитися від свого ракети-носія і розпався під час повернення над Західною та Північною Канадою. Паливо було розкидано на широку територію, а деякі радіоактивні шматки були знайдені. Радянський Союз зрештою заплатив уряду Канади 3 мільйони канадських доларів (11 мільйонів доларів сьогодні) за витрати, пов'язані з катастрофою. |
| 22 травня 1978 | Неподалік П'юджет-Саунд, Вашингтон, США | Розлив опроміненої води                | На борту підводного човна USS Puffer помилково відкрився клапан, вивільняючи до 1900 л. радіоактивної води. |

## 1980-ті
| Дата                      | Місцезнаходження                         | Тип                                                    | Опис |
| ------------------------- | ---------------------------------------- | ------------------------------------------------------ | --- |
| 18 вересня 1980           | Little Rock AFB, Арканзас                | Вибух ядерної ракети                                   | Див. Вибух МБР Titan II в Арканзасі. |
| лютий 1982 — грудень 1989 | Кольський півострів, Росія (тоді СРСР)   | Вивільнення ядерних матеріалів                         | Радіаційна аварія в губі Андрєєва була пов'язана з витоками в масивному басейні охолодження та зберігання. Внаслідок витоку в Баренцове море потрапило близько 700 000 тонн високорадіоактивної води. Протягом тривалого періоду спроб ремонту та подальшого демонтажу басейну на місці сталися й інші інциденти, зокрема випадкове скупчення критичної маси матеріалу, що виділяє радіацію, та «виробнича аварія», внаслідок якої двоє очищувачів занурилися безпосередньо в радіоактивний басейн. |
| 8 серпня 1982             | Баренцове море                           | Вивільнення ядерних матеріалів                         | |
| 3 січня 1983              | Південна Атлантика                       | Забруднення                                            | Радянський ядерний супутник-шпигун Космос-1402 згорів над Південною Атлантикою. |
| 10 серпня 1985            | Бухта Чажма, Владивосток                 | Вивільнення ядерних матеріалів                         | |
| 1986                      | Hanford Site, Вашингтон, США             | Вивільнення ядерних матеріалів                         | |
| 3 жовтня 1986             | Північна Атлантика                       | Втрата двох ядерних реакторів та 32 або 48 боєголовок. | |
| жовтень 1988              | Rocky Flats Plant, Голден, Колорадо, США | Забруднення, опромінення працівників                   | |

## 1990-ті
| Дата | Місцезнаходження | Тип                 | Опис |
| ---- | ---------------- | ------------------- | --- |
| 1997 | Грузія           | Радіологічна аварія | Військовослужбовці отримали радіаційне отруєння та опіки. Зрештою, вони були простежені до навчальних джерел, залишених, забутих і не помічених після розпаду Радянського Союзу. Одна була гранулою 137Cs в кишені спільної куртки, яка виділяла приблизно в 130 000 разів більший рівень радіації ніж фонове значення на відстані одного метра. |

## 2000-ві
| Дата       | Місцезнаходження                                            | Тип                          | Опис |
| ---------- | ----------------------------------------------------------- | ---------------------------- | --- |
| лютий 2003 | Комплекс національної безпеки Y-12, Оук-Ридж, Теннессі, США | Вибух технологічної посудини | Під час останніх випробувань нового методу переробки безсольового урану стався невеликий вибух, а потім і пожежа. Вибух стався в посудині без вентиляції, яка містила кальцій, що не прореагував, воду та збіднений уран. Екзотермічна реакція в посудині утворила достатньо пари, щоб ємність розірвалася. Цей невеликий вибух утворив пробоїну через яку повітря проникнуло всередину, що спричинило займання уранового порошку. Троє співробітників були заражені. BWXT Y-12 (тепер B&W Y-12), партнерство Babcock & Wilcox та Bechtel, було оштрафовано на 82 500 доларів США за аварію. |

## 2010-ті
| Дата          | Місцезнаходження                                            | Тип                                          | Опис |
| ------------- | ----------------------------------------------------------- | -------------------------------------------- | --- |
| 8 серпня 2019 | Державний центральний морський полігон біля Ньонокса, Росія | Вибухове руйнування ядерного джерела енергії | Див. Інцидент у Ньоноксі. За версією, представленою російськими чиновниками, це стало результатом невдалого випробування «ізотопного джерела живлення для рідкопаливного ракетного двигуна». Експерт з питань нерозповсюдження зброї Джеффрі Льюїс і його колега з Федерації американських вчених Анкіт Панда підозрюють, що інцидент стався в результаті випробування крилатої ракети «Буревестник». Однак інші експерти з контролю над озброєннями спростували ці твердження; Ян Вільямс з Центру стратегічних і міжнародних досліджень і Джеймс Ектон з Фонду Карнеґі за міжнародний мир висловили скептицизм щодо фінансових і технічних можливостей Москви для розміщення зброї, тоді як Майкл Кофман з Центру Вільсона дійшов висновку, що вибух, ймовірно, не пов'язаний з «Буревестником», а з випробування іншої військової платформи. Як повідомляє CNBC, росіяни намагалися дістати з морського дна ракету, яка була втрачена під час попереднього невдалого випробування. |

## Інші випадки радіоактивного зараження
- 18 січня 1970 — Радіаційна аварія на заводі «Червоне Сормово» —  СРСР

## Книги
- Annotated bibliography from the Alsos Digital Library for Nuclear related Issues and Incidents (англ.)
- Jean-Hugues Oppel, Réveillez le président !, Éditions Payot et rivages, 2007 (ISBN 978-2-7436-1630-4). Книга в жанрі наукової фантастики про ядерну зброю Франції; книга також містить близько десяти розділів про справжні історичні випадки, пов'язані з ядерною зброєю та стратегією (протягом другої половини ХХ століття). (фр.)
- Nilsen, Thomas, Igor Kudrik and Alexandr Nikitin. Russian Northern Fleet: Sources of Radioactive Contamination[недоступне посилання з 01.01.2017]. Bellona Report 2:1996, 28. August 1996. (англ.)
- Eric Schlosser (2013). Command and Control: Nuclear Weapons, the Damascus Accident, and the Illusion of Safety.
- The Limits of Safety (1993, Princeton University Press) by Scott Sagan (англ.)

## Інтернет-ресурси
- Ядерна Аварія. Відео